# 阿南氏

豊後国地図。

阿南氏（あなみし、あなんし）は、大神惟基二男の阿南惟季（阿南次郎）を祖とする豊後国の氏族。10世紀中ごろから豊後国の四穂田（のち阿南郷）を収めた。豊後国でも最も由緒のある姓氏の1つであり、豊後の名家として近代に至っても陸軍大臣や中国大使などを政財界に輩出している。

## 概要
大神氏の支流37氏のうち、阿南氏・大野氏・三田井氏の3氏は、誕生してから900年以上の歴史をもつと見られている。
阿南 アナミ 和名抄 豊後国大分郡に阿南郷を収む。中世以降 阿南庄あり。豊後国田帳、大友文書等に見ゆ。阿南氏は此の地より起りし氏にして大神氏の族、大藤大夫惟基の次子伊季・初めて阿南氏と称す。大神系図、藤林系図等にみゆ。而して伊季は多く惟季に作り、阿南次郎と見ゆ。—太田亮『姓氏家系大辞典』

## 氏姓の読み方
- 氏姓起源である豊後国大分郡阿南郷は「あなみ」であるが、氏姓の読みとしては大きく｢あなみ」と「あなん」に分かれている。
  - 「あなん」の読みが多いのは、豊後高田市、杵築市、国東市、別府市、大分市、臼杵市、津久見市、佐伯市、奥豊後地方から熊本県東部の阿蘇地方にかけての豊肥地方である。
  - 「あなみ｣は、速見郡、日田市、由布市に多い。
- 鈴木貫太郎内閣の陸軍大臣を務めた阿南惟幾（あなみ これちか）は「あなみ」であるが、昭和天皇からは「あなん」と呼ばれていた。

## 歴史

### 律令制・仏教時代
大和国が初期摂関政治の形態であった仁和2年（886年）、大神良臣は豊後介を任じられた。また、その善政を慕った領民の願いにより、任期後に、その子・庶幾（惟任）が大野郡領としてとどめられた。その子の大神惟基（おおが これもと）が、豊後大神一族のとされている。この惟基は『平家物語』や『源平盛衰記』に見られる、祖母岳大明神の神体である蛇が人と交わって子が生まれたという伝説『嫗嶽伝説』の、花御本と大蛇の子「あかがり大太」のことである。
惟基は阿南氏の始祖である次男惟季を含む5人の子息を豊後国の要所に扶植し、豊後南部の大部分を勢力圏内に収める。その子孫は、豊かな土地や山林の他、良港による海運業、阿蘇・大野の高原に騎馬を養い、平安末期になると、九州でも最も大きな武士団を形成し、源平合戦ではその名を轟かせた。

### 源平合戦
治承4年（1180年）の源頼朝挙兵後、豊後国内に分散して在地領主化しつつあった豊後大神一族、阿南・佐伯・大野・緒方の諸氏は、源氏側に与することとし、親平氏方として行動した宇佐宮と公然と戦いを交えた。なかでも、緒方惟義は宇佐宮領緒方庄の庄官であったが、平家の都落ちに際し、一族を率いて、この平家を大宰府から海上に追い落した。さらに、源範頼の渡海を助けて九州統治の道を開き、平氏の没落後、惟義の子惟栄を中心とする大神一族が圧倒的な勢力を確立した。しかしこの間、宇佐氏による緒方氏らに対する策謀もあり、文治元年（1185）、源義経の叛に従った惟栄はついに失脚し、流罪となった。ただし、このとき惟栄と運命をともにしたのは、直接の親子兄弟だけであって、三田井・阿南・植田・戸次などの大神系や、大野郡に蟠踞した緒方一族は、惟栄と行を共にせず勢力を維持した。

### 大友氏の入国
その後、『豊後國志』（岡藩 唐橋世濟 復刻版）から、豊後大神氏の歴史上の出来事では、源頼朝の鎌倉幕府が豊後を大友能直（のち豊後大友氏の祖）に与え、1196年（建久7）には能直の弟である古庄四郎重能（ふるしょう しげよし）が豊後入りしたので、豊後大神一族は鎌倉武士団に激しく抵抗した。
なかでも阿南氏当主である阿南惟家は高崎山城（高崎山）に、弟の阿南家親（弥次郎家親）は鶴賀城（利光城）に、大野九朗泰基（おおの やすもと）は神角寺城に立て篭もり抵抗したが、豊後守護職に補任された中原親能の派遣した源壹（みなもと の さかん）に敗れ、惟家、家親兄弟は討ち死にし、泰基は自害して果てた。
抵抗拠点となった城などは平定後にそれぞれ大友氏の所領となり、豊後支配の基盤となっていった。また阿南氏が領していた、大分市霊山麓に広がる植田（わさだ）、宗方（むなかた）一帯は大友氏配下の安東氏が所領することとなる。阿南惟家の嫡男基家は波来合郷に逃れ、以後、秀時の代まで波来合氏を称した。しかし、秀時の末子の基定が大友貞宗に随従し、再び阿南を名乗っている。

### 大友氏との和解
以後、阿南氏は大友氏に従い、寛正6年（1465年）大友親繁が筑前に軍を進めたとき、南部の軍奉行として、馬ケ嶽城で戦死。戦国期の惟包は武勇に勝れて、弓の上手とされ、大友氏に従って数々の合戦において軍功を顕わし、感状を数通受けている。また弟の遠江守惟行は、永正6年（1509年）大友義鑑の命によって志賀氏の与力となり活躍している。
惟包の子惟盈は、天文19年（1550年）入田親誠が豊後を退国するとき、これに従い討死した。惟盈には4人の男子があり、嫡男の惟英は父と行を共にして、小松城に立て篭って討死している。末子の惟勝は大友氏に従って数々の戦に功を挙げたが、主家である大友氏が没落したことから、中川家に仕え、文禄2年（1593年）には100石の知行を賜わったことが系図に記されている。

### 近世
阿南一族は代々武門の誉れが高い豊後の名家として続き、太平洋戦争終結の御前会議でポツダム宣言の受諾に反対しつつ、陸軍の暴走を抑えて終戦に持ち込まれたのを見届けた後、死を潔しとして割腹自殺を図った陸軍大臣阿南惟幾も大神系阿南氏の末裔である。

## 系図
奈良時代末期以降、実名と在所の名称を利用した字（あざな）を使った仮名（けみょう）の併用が普及し、2種類の名がついていることがある。
- 阿南惟季（祖）四穂田次郎 - 大神惟基二男
  - 惟房
    - 惟隆 阿南次郎 - 阿南氏
    - 友隆 小原次郎 - 小原氏
    - 義隆（能隆）大津留三郎 - 大津留氏
    - 隆平 武宮四朗 - 武宮氏
    - 隆家（隆守）橋爪五郎 - 橋爪氏[4]

豊後大神氏は、高知尾四郎・阿南氏・臼杵氏・大野氏・稙田氏に分かれ、最終的には、37氏に分かれたと言われている。
なお、阿南氏からは豊後小原氏・大津留氏・武宮氏・豊後橋爪氏、臼杵氏からは緒方氏・佐賀氏・戸次氏・佐伯氏、大野氏からは朽網氏・賀来氏、敷戸氏・大牟田氏・稗屋大野氏、稙田氏からは幸弘氏・光吉氏・吉籐氏などが分かれている。
ただし鎌倉時代以降は、朽網氏のように大神氏と大友氏の双方で同じ氏が存在する場合がある。

## 史跡
阿南神社

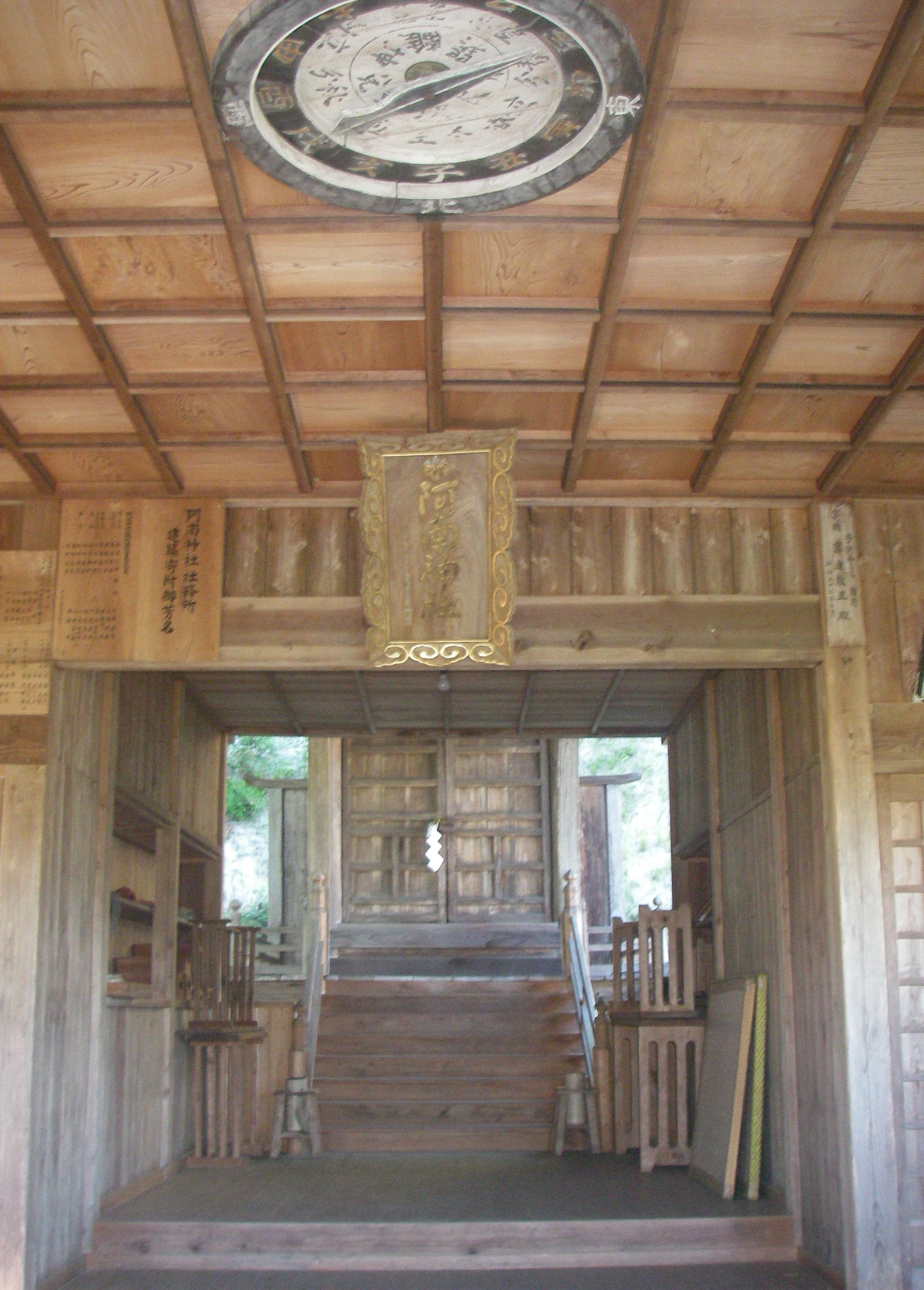
阿南神社の拝殿と天井。

養老年間に造営された阿南荘のひとつで、仁聞が創設したとされる。六所権現であり、御祭神に国常立尊・彦火火出見尊・鵜葺草葺不合尊・神日本磐余彦尊・神渟名川耳尊の六柱が祀られている。付近には金龍山妙覚寺もあり神仏習合や山岳信仰・高千穂の祖母山信仰の色合いもある。
拝殿の天井には八方除方位盤のようなものがあり、中国の道教や易学、平安時代の陰陽道の影響が窺える。拝殿は南向きで、ちょうど大神 惟基の長男で阿南 次郎兄の大神政次（高千穂 太郎、三田井氏）が治めた日向国高千穂にある祖母山の方角である。
天正の戦で全焼したが1670年（寛文10年）に再建された。1872年に（明治5年）に改称して阿南神社と呼ばれている。現在の社殿は1882年（明治15年）の造営。12月に甘酒祭りが催される。久大本線天神山駅から徒歩約8分。大分県由布市庄内町畑田117番地。

## 阿南氏著名人
- 阿南惟幾 - 鈴木貫太郎内閣 陸軍大臣。
- 阿南惟正
- 阿南惟茂 - 元駐中華人民共和国特命全権大使。
- 阿南準郎

### 註釈
1. ↑  大分県大分郡阿南村、後の庄内町阿南（及び櫟木、大津留、長宝も旧阿南村）、現・由布市庄内町阿南地区。
2. ↑  古庄四郎重能は朽網郷に土着し、大友氏庶家朽網氏の祖となった。
3. ↑  字（あざな）が普及した理由は、貴族の支配下にあった部曲の民は公民として部名（地名）を氏にしていたところ、奈良時代末期以来、貫籍地から流亡して貫籍を失う者が続出したこと、平安時代中期には氏（うじ）姓（かばね）制度が崩壊したため、戸籍に氏が記載されることが少なくなったことである[3]。
4. ↑  同じ村に土着し2氏が同名を名乗ったことである。小原鑑元、戸次鑑連、橋爪艦種には、大友氏の「艦」の偏諱がうかがえる。同名2氏の縁戚関係は不明である。
5. ↑  一方、高千穂峰の霧島六所権現の祭神は瓊瓊杵尊・木花開耶姫・彦火火出見尊・豊玉姫・鵜葺草葺不合尊・玉依姫である。霧島神宮は一説に欽明天皇元年（540年）創建。